# 붓뚜껑말
붓뚜껑말은 녹조식물 붓뚜껑말과의 붓뚜껑말속(Oedogonium) 종의 총칭이다. 담수조류로서 연못이나 웅덩이에 있는 말뚝 등에 흔히 착생하며 때로는 다른 담수조류와 섞여서 수면에 부유한다. 식물체는 분지하지 않은 사상체를 이루고 세포는 너비 15-25µm, 길이 50-100µm이며 자웅이체 또는 자웅동체이다. 한국에는 오에도고니움 스텔라툼, 오에도고니움 수에키쿰, 오에도고니움 운둘라툼 등이 생육한다.